# Prinerigone aethiopica
Prinerigone aethiopica là một loài nhện trong họ Linyphiidae.
Loài này thuộc chi Prinerigone. Prinerigone aethiopica được Albert Tullgren miêu tả năm 1910.